# Bellator 73
Bellator LXXIII foi um evento de artes marciais mistas organizado pelo Bellator Fighting Championships, ocorrido em 24 de agosto de 2012 no Harrah's Tunica Hotel and Casino em Tunica, Mississippi.

## Antecedentes
Esse card contaria com a primeira defesa de cinturão do Peso Pena de Pat Curran contra o vencedor do Torneio da Quarta Temporada Patrício Freire. Porém, em 14 de Agosto de 2012, foi anunciado que Curran havia sofrido uma lesão es a luta foi remarcada para outro evento.
O card contou com as final dos Torneios de Galos da Sexta Temporada e dos Meio Pesados da Temporada de Verão de 2012.
Marcus "Lelo" Aurelio era originalmente esperado para fazer sua estréia promocional nesse card, porém foi removido devido a uma lesão. Seu oponente seria, Amaechi Oselukwue, que permaneceu na luta e foi substituído por Kelvin Tiller. Adicionalmente, foi anunciada uma luta de pesados entre Maurice Jackson e Chris Miller, mas falhou para se materializar.